# Contessa Entellina bianco
Le Contessa Entellina bianco est un vin blanc de la région Sicile doté d'une appellation DOC depuis le 2 août 1993. Seuls ont droit à la DOC les vins récoltés à l'intérieur de l'aire de production définie par le décret. Les vignobles autorisés se situent en province de Palerme dans la commune de Contessa Entellina.

## Caractéristiques organoleptiques
- couleur : jaune paille plus ou moins intense avec des reflets verdâtres
- odeur : caractéristique, assez fruité, délicat
- saveur : sec, vif, frais

Le Contessa Entellina bianco se déguste à une température de 10 à 12 °C et il se boit jeune.

## Production
Province, saison, volume en hectolitres :
- Palermo  (1994/95)  823,98
- Palermo  (1995/96)  963,79
- Palermo  (1996/97)  1189,82